# 橡树行动
橡树行动（德語：Unternehmen Eiche）是一次发生在1943年9月12日第二次世界大战期间，纳粹德国为营救被软禁在意大利大萨索山帝王台的前意大利首相贝尼托·墨索里尼所发动以特种部队空降突袭的军事营救行动:126。这次营救计划由阿道夫·希特勒亲自下令，由哈拉尔德·莫斯负责，庫爾特·斯圖登特制定计划。行动成员由德国伞兵和部分帝国保安部党卫队成员组成。格哈德·默廷斯以伞兵身份参加了这次行动。

## 概述

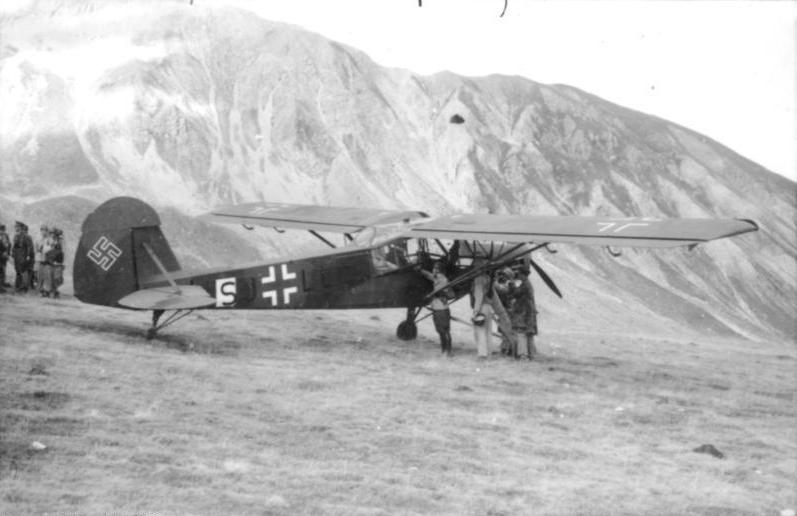
用于解救墨索里尼的Fi 156滑翔机

1943年7月，盟军入侵西西里、随后派飞机轰炸罗马，意大利全国陷入恐慌之中。7月24日至25日，在国家法西斯党的最高机关法西斯大委员会上，迪诺·格兰迪发起对墨索里尼的不信任动议，随后通过投票获得通过（格兰迪决议）。国王维托里奥·埃马努埃莱三世随即罢免墨索里尼的首相职务，以将军佩特罗·巴多格里奥取而代之，并将其逮捕。
墨索里尼被逮捕者转移到意大利各地，先到蓬扎岛，再到拉马达莱娜，这两个都是第勒尼安海上的小岛。希特勒和恩斯特·卡尔滕布伦纳选定親衛隊高級突擊隊領袖奥托·斯科尔兹内来解救他。
根據截獲編碼的意大利內政部電台訊息，以及特務侦查得到的情报和一级突击队大队长赫伯特·卡普勒提供的信息，斯科爾茲內確定墨索里尼被囚禁在帝王台旅館。帝王台旅館位于意大利中部亚平宁山脉大萨索山的帝王台，是一处滑雪场。
1943年9月12日，斯科尔兹内率领26名武装党卫队，另外加上82名空降猎兵组成营救小组，使用滑翔机开始了这次营救墨索里尼的高风险任务。12架DFS 230滑翔機滑翔機降落在山上，只有一架坠毁，导致人员轻微的受伤。营救小组不放一枪一炮便迅速制服了看押墨索里尼的200名卡宾枪骑兵，这归功于与斯科尔兹内一同前往的意大利国家警察将军费尔南多·索莱蒂。索莱蒂命令这些意大利士兵放弃抵抗，否则以叛国罪处决。斯科尔兹内攻击无线电报务员及其设备，随后正式迎接墨索里尼，向他说：“领袖，元首派我来讓你自由！”墨索里尼回答道：“我知道我的朋友不会舍弃我！”
墨索里尼先从帝王台飞到了维也纳，並在帝国酒店住了一晚，受到英雄一般的欢迎。事实上此次突袭行动的领导者为第一陆军中尉Baron Georg Freiherr von Berlepsch，由哈拉尔德·莫斯少校在庫尔特·斯图登特以及所有空降猎兵的官员命令下指挥的。不过墨索里尼被送往柏林之后，在媒体照相机面前出现的只有斯科尔兹内。

## 异说
一些历史学家根据对目击者采访及文献中的矛盾之处，认为此次营救行动的可能是当时意大利巴多格里奥政府同纳粹德国达成了秘密协定的结果。

## 后果
墨索里尼在被解救后于1943年9月14日在拉斯登堡与希特勒会面。9月15日在纳粹德国的扶持下，墨索里尼在意大利北部成立意大利社会共和国，因为政府机构设在萨罗及邻近的几个镇里，又称之为“萨罗共和国”。
奥托·斯科尔兹内则在此次行动中获得巨大成功，被提拔为突擊隊大隊領袖，并获得了騎士鐵十字勳章。他被誉为“欧洲最危险的人”。温斯顿·丘吉尔评价此次行动是“非常勇敢的行动之一”。